# آنیبر د تاخو
آنیبر د تاخو (به اسپانیایی: Añover de Tajo) یک شهرستان در اسپانیا است که در استان تولدو واقع شده‌است.

## خصوصیات
آنیبر د تاخو ۴۰ کیلومترمربع مساحت و ۵٬۰۹۵ نفر جمعیت دارد و ۵۴۰ متر بالاتر از سطح دریا واقع شده‌است.